# تحلیل تکینگی‌ها
در هندسه جبری، مسئله تحلیل تکینگی‌ها (Resolution of Singularities) می‌پرسد: آیا هر واریته جبری چون {\displaystyle v} تحلیل دارد یا نه؟ یعنی آیا واریته غیر-تکینی چون {\displaystyle W} وجود دارد که مجهز به نگاشت دوگویای سره‌ای چون {\displaystyle W\to V} باشد؟ برای واریته‌های روی میدان‌هایی با مشخصه صفر، این خاصیت توسط هیروناکا (در ۱۹۶۴ میلادی) اثبات شده‌است، در حالی که برای واریته‌های روی میدان‌هایی با مشخصه p، این مسئله هنوز در ابعاد بزرگتر مساوی ۴ باز و حل‌نشده است.

## ارجاعات
1. ↑  Hironaka 1964.
2. ↑  http://homepage.univie.ac.at/herwig.hauser/Publications/Problem_PosChar.pdf